# کارن نوسبام
کارن نوسبام (انگلیسی: Karen Nussbaum؛ زادهٔ ۲۵ آوریل ۱۹۵۰) رهبر سندیکای کارگری و در حال حاضر مدیر اجرایی کار ایالات متحده آمریکا است.
در سال ۱۹۷۳، او سازمانی را تأسیس کرد، که به مسائل مربوط به کارمندان زن رسیدگی می‌کرد و در نهایت به ایجاد یک اتحاد برای کارکنان زن دفتر در سال ۱۹۷۵ منجر شد.